# Mario Fincati
Mario Fincati (Buenos Aires, 8 de marzo de 1885 - 22 de mayo de 1962) fue un marino argentino, que llegó al rango de vicealmirante y ejerció como Ministro de Marina de su país entre 1940 y 1943.

## Biografía
Hijo del también marino Américo Fincati, egresó de la Escuela Naval Militar en 1906, y luego cursó la Escuela de Aplicación para Oficiales. Posteriormente fue segundo jefe del Cuerpo de Cadetes de la Escuela Naval. Fue oficial de Infantería y Embarcaciones en la Fragata Presidente Sarmiento en su decimoquinto viaje de instrucción. Fue jefe de torre artillera en el acorazado ARA Rivadavia, jefe del Cuerpo de Aprendices de la Escuela de Artillería a bordo del buque-escuela ARA Almirante Brown.
Fue secretario ayudante del Ministro de Marina de la Nación entre 1918 y 1920. Fue comandante del guardacostas "Almirante Brown" (1920), jefe de navegación del ARA Rivadavia. Posteriormente trabajó en la Dirección General de Navegación y Comunicaciones y agregado naval en la embajada argentina en Brasil. En 1927 fue comandante del ARA Rivadavia, y posteriormente fue jefe de la división personal de la base naval de Puerto Belgrano y jefe de la división de faros de la Dirección General de Navegación y Comunicaciones de la Nación.
Al iniciarse la Década Infame fue comandante del crucero acorazado ARA Garibaldi, director de la Escuela de Máquinas y Señales, Subdirector de la Escuela Naval, jefe del Servicio Hidrográfico, secretario del Ministerio de Marina, comandante del acorazado ARA Moreno en 1934, jefe de la división cruceros de la Escuadra de Mar, agregado naval en la embajada en Reino Unido y jefe de la comisión naval encargada de vigilar la construcción del crucero ARA La Argentina y siete destructores que fueron incorporados a la Armada en 1938. En 1939 fue nombrado comandante de la Escuadra de Ríos, y al año siguiente fue nombrado comandante en jefe de la Escuadra de Mar.
Poco después fue nombrado Ministro de Marina de la Nación. Impulsó una ambiciosa campaña de exploración a la Antártida, que fue llevada a cabo por el ARA 1.º de Mayo en 1941 y 1942. El 3 de junio de 1943 preparó un decreto separando de su cargo de Ministro de Guerra al general Pedro Pablo Ramírez, que sería reemplazado interinamente por el propio Fincati; ese decreto fue el detonante final del golpe de Estado que estalló al día siguiente, y terminó con la deposición del presidente Ramón S. Castillo y de todo su gabinete, incluido Fincati.
Permaneció varios meses en disponibilidad y pasó a retiro en 1944; en 1946 fue acusado de colaborar con los nazis por el exembajador norteamericano en la Argentina, Spruille Braden, como modo de presionar contra la candidatura presidencial de Juan Perón.